# سبز (نیک‌شهر)
سبز (نیک‌شهر)، روستایی از توابع بخش مرکزی شهرستان نیک‌شهر در استان سیستان و بلوچستان ایران است.

## جمعیت
این روستا در دهستان مهبان قرار دارد و براساس سرشماری مرکز آمار ایران در سال ۱۴۰۰، جمعیت آن ۱۸۰ نفر (۴۰خانوار) بوده‌است.